# FC Swift Hesperange
Football Club Swift Hesperange (lucembursky: Football Club Swift Hesper, německy: Football Club Swift Hesperingen) je lucemburský fotbalový klub z Hesperange.
V sezóně 2022/23 vyhrál titul mistra Lucemburska. 
Poté se zúčastnil evropských pohárů, mimo jiné i Ligy mistrů, kde vypadl v 1. kole se Slovanem Bratislava.

## Soupiska
| Číslo |             | Pozice | Hráč               |
| ----- | ----------- | ------ | ------------------ |
| 2     | Mali        | O      | Abdoul Karim Danté |
| 3     | Alžírsko    | O      | Toufik Zeghdane    |
| 4     | Lucembursko | O      | Aldin Skenderović  |
| 5     | Madagaskar  | Z      | Clément Couturier  |
| 6     | Belgie      | Z      | Yanis Bouazzati    |
| 7     | Maroko      | Ú      | Rachid Alioui      |
| 8     | Rakousko    | Z      | Raphael Holzhauser |
| 9     | Lucembursko | Ú      | Maurice Deville    |
| 10    | Německo     | Z      | Dominik Stolz      |
| 11    | Francie     | Ú      | Bridge Ndilu       |
| 12    | Francie     | Z      | Négo Ekofo         |
| 13    | Lucembursko | O      | Dylan Cardoso      |
| 14    | Lucembursko | O      | Cédric Sacras      |
| 15    | Lucembursko | O      | Ricardo Delgado    |
| 16    | Francie     | Z      | Bryan Nouvier      |
| 17    | Portugalsko | O      | Simão Martins      |
| 18    | Německo     | Z      | Mohamed Morabet    |
| 21    | Lucembursko | Ú      | Dejvid Sinani      |

| Číslo |                   | Pozice | Hráč                                  |
| ----- | ----------------- | ------ | ------------------------------------- |
| 22    | Ghana             | Z      | Blankson Anoff                        |
| 23    | Senegal           | Ú      | Moussa Seydi                          |
| 24    | Moldavsko         | Ú      | Lado Akhalaia (na hostování z Torino) |
| 25    | Francie           | Z      | El Hedi Belameiri                     |
| 26    | Ghana             | O      | Jerry Prempeh                         |
| 27    | Francie           | Z      | Jérôme Simon                          |
| 28    | Belgie            | Z      | Charles Morren                        |
| 30    | Brazílie          | Z      | Gustavo Hemkemeier                    |
| 31    | Belgie            | O      | Wout De Buyser                        |
| 32    | Lucembursko       | O      | Yann Marques                          |
| 33    | Portugalsko       | B      | Ricardo Brito                         |
| 37    | Belgie            | O      | Luca Ferrara                          |
| 38    | Lucembursko       | Z      | Lucas Correia                         |
| 39    | Portugalsko       | O      | Jaime Simões                          |
| 40    | Francie           | B      | Geordan Dupire                        |
| 41    | Francie           | O      | Roman Pierrard                        |
| 45    | Francie           | B      | Anthony Sadin                         |
| 47    | Pobřeží slonoviny | Ú      | Yoane Lasme                           |

### Na hostování
| Číslo |         | Pozice | Hráč                                  |
| ----- | ------- | ------ | ------------------------------------- |
|       | Francie | Ú      | Karim Zedadka (v Ascoli do roku 2024) |

## Úspěchy
1× Nationaldivisioun
1× Luxembourg cup